# Semseyita
La semseyita és un mineral sulfosal de la classe dels sulfurs, que pertany al grup plagionita. Va ser descoberta en 1881 en una mina de Baia Sprie al comtat de Maramureş (Romania). Rep el seu nom del mineralogista i col·leccionista hongarès Andor von Semsey (1833-1923), qui va donar nom a l'andorita.

## Característiques
La semseyita és un mineral sulfur i antimonur de plom. A més dels elements de la seva fórmula, Pb9Sb₈S21, sol portar com impureses plata, coure i ferro. Cristal·litza en el sistema monoclínic, formant cristalls prismàtics allargats o tabulars. La seva duresa a l'escala de Mohs és de 2,5 i la seva exfoliació és bona en {112}.
Segons la classificació de Nickel-Strunz, la semseyita pertany a «02.HC: Sulfosals de l'arquetip SnS, amb només Pb» juntament amb els següents minerals: argentobaumhauerita, baumhauerita, chabourneïta, dufrenoysita, guettardita, liveingita, parapierrotita, pierrotita, rathita, sartorita, twinnita, veenita, marumoïta, dalnegroïta, fülöppita, heteromorfita, plagionita, rayita, boulangerita, falkmanita, plumosita, robinsonita, moëloïta, dadsonita, owyheeïta, zoubekita i parasterryita

## Formació i jaciments
Apareix en filons hidrotermals formats a temperatura moderada. Sol trobar-se associada a altres minerals com: sorbyita, jamesonita, bournonita, zinkenita, guettardita, jordanita, diaforita, esfalerita, galena, pirita, calcopirita, tetraedrita, arsenopirita o siderita.